# خطای انگشت تپل
خطای انگشت تپل (انگلیسی: Fat-finger error) یک خطای ورودی در صفحه کلید یا حرکت اشتباه ماوس در بازارهای مالی مانند بازار سهام یا بازار ارز است که به موجب آن سفارش خرید یا فروش به اندازه بسیار بیشتر از آنچه در در ابتدا در نظر گرفته شده‌است، برای سهام یا قرارداد اشتباه، در قیمت اشتباه، یا با هر تعداد خطای ورودی دیگر انجام می‌شود.
سیستم‌های خودکار در سامانه‌های معاملاتی ممکن است قبل از رسیدن چنین سفارش‌ها مشکل داری به بازار، خطاهای انگشت تپل را شناسایی کنند، همچنین ممکن است چنین سفارش‌هایی قبل از انجام آنها لغو شوند. هر چه سفارش بزرگتر باشد، احتمال لغو آن بیشتر است، زیرا ممکن است سفارشی بزرگتر از مقدار موجودی آن سهم در بازار باشد.
خطاهای انگشت تپل محصول پردازش الکترونیکی سفارش‌ها است که نیاز به ورود جزئیات با استفاده از صفحه کلید است. قبل از اینکه معاملات کامپیوتری شود، سفارش‌ها اشتباه به عنوان «خروج معامله» شناخته می‌شدند که می‌توانستند قبل از ادامه لغو شوند.